# سیم‌سیتی دی‌اس
سیم‌سیتی دی‌اس (به انگلیسی: SimCity DS) یک بازی ویدئویی منتشر شده توسط شرکت ای‌ای گیمز است. این بازی در تاریخ ۲۲ فوریه ۲۰۰۷ عرضه شده و سازنده آن ای‌ای جپن است.